# 썸씽 와일드
《썸씽 와일드》(영어: Something Wild)는 1986년 개봉한 미국의 코미디 스릴러 영화이다. 조너선 데미가 연출을, E. 맥스 프라이가 각본을 맡았으며, 멜러니 그리피스, 제프 대니얼스, 레이 리오타 등이 출연하였다. 로드 무비와 스크루볼 코미디 요소를 녹여냈다.
1987년 제44회 골든 글로브상에서 뮤지컬·코미디 영화 부문 여우주연상(그리피스)과 남우주연상(대니얼스), 그리고 영화 부문 남우조연상(리오타) 후보에 지명되었다. 리오타는 제21회 전미 비평가 협회상, 제52회 뉴욕 영화 비평가 협회상 남우조연상 후보에도 올랐으며, 제7회 보스턴 영화 비평가 협회상 남우조연상을 수상하였다.

## 줄거리
뉴욕 여피 투자은행가 찰리는 식당 음식값을 떼어먹으려고 몰래 자리를 뜨다가 다른 손님 룰루에게 걸려 추궁을 당한다. 대화를 나누며 둘은 금세 친근해지고, 찰리는 룰루의 차를 얻어탄다. 그러나 룰루는 그대로 찰리를 "납치"하고, 이후 룰루가 벌이는 위험한 장난에 속수무책으로 휘둘리면서 찰리는 사랑에 빠진다.
하지만 전과자인 전남편 레이가 나타나면서 상황은 급변하는데...

## 출연
- 제프 대니얼스  - 찰스 "찰리" 드리그스 역
- 멜러니 그리피스 - "룰루" 오드리 행클 역
- 레이 리오타 - 레이 싱클레어 역
- 마거릿 콜린 - 아이린 역
- 트레이시 월터 - 주류 판매점 컨트리 스콰이어 주인 역
- 찰스 네이피어 - 화난 셰프 역
- 로버트 리질리 - 리처드 그레이브스 역
- 존 워터스 - 중고차 판매원 역
- 게리 게츠먼 - 귀도 파오네사 역
- 에드워드 색슨 - 케빈 스트루프 역

## 기타 제작진
- 협력 제작: 론 보즈먼, 빌 밀러
- 배역: 리사 브레이먼 가르시아, 빌리 홉킨스
- 미술: 노마 모리소

## 사운드트랙
곡 목록
1. "Loco De Amor (Crazy For Love)"  – 데이비드와 셀리아
2. "Ever Fallen In Love" – 파인 영 캐니벌스
3. "Zero, Zero Seven Charlie" – UB40
4. "Not My Slave" – 오잉고 보잉고
5. "You Don't Have To Cry" – 지미 클리프
6. "With You Or Without You" – 스티브 존스
7. "Highlife" – 소니 오코순
8. "Man With A Gun" – 제리 해리슨
9. "Temptation" – 뉴 오더
10. "Wild Thing" – 시스터 캐럴